# Valencia (Negros Oriental)
Valencia è una municipalità di prima classe delle Filippine, situata nella Provincia di Negros Oriental, nella regione di Visayas Centrale.
Valencia è formata da 24 baranggay:
- Apolong
- Balabag East
- Balabag West
- Balayagmanok
- Balili
- Balugo
- Bongbong
- Bong-ao
- Caidiocan
- Calayugan
- Cambucad
- Dobdob

- Jawa
- Liptong
- Lunga
- Malabo
- Malaunay
- Mampas
- North Poblacion
- Palinpinon
- Puhagan
- Pulangbato
- Sagbang
- South Poblacion